# Raymond Sabouraud
Raymond Jacques Adrien Sabouraud, född 24 november 1864 i Nantes, död 4 februari 1938 i Paris, var en fransk dermatolog. 
Sabouraud blev underläkare (interne) vid sjukhuset Saint Louis i Paris 1892, medicine doktor 1894 och var sedermera laboratoriechef vid nämnda sjukhus. Bland hans arbeten kan nämnas Les trichophyties humaines (två band, 1894), Diagnostic et traitement de la pelade et des teignes de l'enfant (1895), Maladies séborrhéiques (1902), Maladies pelliculaires (1904), Manuel élémentaire de dermatologie topographique (1905) samt uppsatser i Annales de l'Institut Pasteur.